# 尚勒烏爾法
尚勒烏爾法（土耳其語：Şanlıurfa，羅馬化：al-Ruha，羅馬化：Uṙha，羅馬化：Ūrhāi）當地人一般簡稱作烏爾法，古稱埃德薩，是土耳其的城市，也是尚勒烏爾法省的首府，位於該國東南部，海拔高度518米，受半乾旱氣候影響，每年平均降雨量442毫米，2010年人口498,111。當地人口混雜，土耳其人、庫爾德人及阿拉伯人均有在當地定居。烏爾法位於幼發拉底河以東80公里的一個平地，夏季非常炎热和干燥，而冬天清涼潮湿。
尚勒烏爾法聲稱當地才是亞伯拉罕生活的地方（而不是烏爾）；也是約伯曾經居住七年的地方，而且當地建有清真寺以茲紀念，烏爾法以煮羊肉聞名。

## 外部連結
- Şanlıurfa Governor's Office (English) （页面存档备份，存于）
- Sanliurfa News
- Old and new photos
- Sanliurfa Mayor's Office （页面存档备份，存于）
- Sanliurfa News （页面存档备份，存于）
- Sanliurfa News
- Urhoy – the mother of all cities in Mesopotamia
- Tourism information is available in English at the Southeastern Anatolian Promotion Project site.

37°09′N 38°48′E / 37.150°N 38.800°E